# Ligne S1 du métro de Nankin
 (décembre 2021).
Si vous disposez d'ouvrages ou d'articles de référence ou si vous connaissez des sites web de qualité traitant du thème abordé ici, merci de compléter l'article en donnant les références utiles à sa vérifiabilité et en les liant à la section « Notes et références ».
La ligne S1 du métro de Nankin  (chinois traditionnel : 南京地鐵機場線 ; chinois simplifié : 南京地铁机场) est la quatrième ligne du métro de Nankin. C'est une ligne sud-nord qui relie le district de Yuhuatai avec le district de Jiangning au sud, elle est inaugurée le 1er juillet 2014. De Gare de Nankin-Sud à Ville nouvelle de l'Aéroport Jiangning, la ligne comporte 9 stations et 35,8 km en longueur.

## Histoire
| Section            | Section                                | Date d'ouverture | Longueur km | Stations |
| ------------------ | -------------------------------------- | ---------------- | ----------- | -------- |
| Gare de Nankin-Sud | Ville nouvelle de l'Aéroport Jiangning | 1er juillet 2014 | 35.8        | 9        |

## Caractéristiques

### Liste des stations
| Services               | Nom de station                         | Nom de station     | Nom de station                                                         | Connexions                              | Positionne à |
| Services               | Français                               | Chinois            | Anglais                                                                | Connexions                              | Positionne à |
| ---------------------- | -------------------------------------- | ------------------ | ---------------------------------------------------------------------- | --------------------------------------- | ------------ |
| Voie mère (en service) |                                        |                    |                                                                        |                                         |              |
| S1-1                   | Gare de Nankin-Sud                     | 南京南站           | Nanjing South Railway Station                                          | Ligne1・Ligne3・Ligne6 Ligne18・LigneS3 |              |
| S1-2                   | Montagne Cuiping                       | 翠屏山             | Cuipingshan (Cuiping Mountain)                                         |                                         |              |
| S1-3                   | Université Hohai・Rue Focheng Ouest    | 河海大學・佛城西路 | Hohai University / Focheng Xilu (Hohai University - West Focheng Road) |                                         |              |
| S1-4                   | Boulevard Jiyin                        | 吉印大道           | Jiyin Dadao (Jiyin Avenue)                                             | Ligne5                                  |              |
| S1-5                   | Rue zhengfang Centre                   | 正方中路           | Zhengfang Zhonglu (Middle Zhengfang Road)                              |                                         |              |
| S1-6                   | Rue Xiangyu-Nord                       | 翔宇路北           | Xiangyulubei (Xiangyu Road North)                                      |                                         |              |
| S1-7                   | Rue Xiangyu-Sud                        | 翔宇路南           | Xiangyulunan (Xiangyu Road South)                                      | Ligne S9                                |              |
| S1-8                   | Aéroport International de Nankin Lukou | 祿口機場           | Lukou International Airport                                            |                                         |              |
| S1-9                   | Ville nouvelle de l'Aéroport Jiangning | 空港新城江寧       | Konggangxinchengjiangning (Airport New Town Jiangning)                 | Ligne S7                                |              |